# دياني وايتهاوس
دياني وايتهاوس هي رسامة كندية، ولدت في 1940.